# 10.000-Meter-Europacup

Der 10.000-Meter-Europacup (engl.: European Cup 10,000m) ist ein vom Europäischen Leichtathletikverband (engl.: European Athletic Association – EAA) veranstalteter Laufwettbewerb. Die Veranstaltung wird jährlich im Juni abgehalten. Neben den Individualplatzierungen werden jeweils die ersten drei Läufer für die Teamwertungen berücksichtigt.

## Geschichte
Erstmals wurde der 10.000-Meter-Europacup im Jahre 1997 ausgetragen und bis 2005 als Challenge bezeichnet. Vorbild waren die iberischen Meisterschaften über 10.000 Meter von Portugal und Spanien der Jahre 1991 bis 1996. Dies erklärt, dass die ersten Wettbewerbe der neuen Challenge zunächst in Spanien und Portugal ausgetragen wurden. Bis 2008 fand die Veranstaltung in der ersten Aprilhälfte statt, seitdem im Juni.

## 10.000-Meter-Europacup
|    | Jahr | Datum       | Ort           | Land                   | Teilnehmer      | Ergebnisse                                      |
| -- | ---- | ----------- | ------------- | ---------------------- | --------------- | ----------------------------------------------- |
| 01 | 1997 | 5. April    | Barakaldo     | Spanien                |                 | Teilergebnisse                                  |
| 02 | 1998 | 4. April    | Lissabon      | Portugal               |                 | Teilergebnisse                                  |
| 03 | 1999 | 10. April   | Barakaldo     | Spanien                |                 | Teilergebnisse                                  |
| 04 | 2000 | 1. April    | Lissabon      | Portugal               |                 | Teilergebnisse                                  |
| 05 | 2001 | 7. April    | Barakaldo     | Spanien                |                 | Teilergebnisse                                  |
| 06 | 2002 | 6. April    | Camaiore      | Italien                |                 | Ergebnisse                                      |
| 07 | 2003 | 12. April   | Athen         | Griechenland           |                 | Ergebnisse                                      |
| 08 | 2004 | 3. April    | Maribor       | Slowenien              |                 | Ergebnisse                                      |
| 09 | 2005 | 2. April    | Barakaldo     | Spanien                |                 | Ergebnisse                                      |
| 10 | 2006 | 15. April   | Antalya       | Türkei                 |                 | Ergebnisse                                      |
| 11 | 2007 | 7. April    | Ferrara       | Italien                |                 | Ergebnisse Männer, Frauen                       |
| 12 | 2008 | 12. April   | Istanbul      | Türkei                 |                 | Ergebnisse                                      |
| 13 | 2009 | 6. Juni     | Ribeira Brava | Portugal               |                 | Results u. a., Ergebnisse                       |
| 14 | 2010 | 5. Juni     | Marseille     | Frankreich             |                 | Results u. a., Ergebnisse                       |
| 15 | 2011 | 4. Juni     | Oslo          | Norwegen               | 78 (45 m, 33 w) | Results u. a., Ergebnisse                       |
| 16 | 2012 | 3. Juni     | Bilbao        | Spanien                | 87 (46 m, 41 w) | Results u. a., Ergebnisse                       |
| 17 | 2013 | 8. Juni     | Prawez        | Bulgarien              | 61 (31 m, 30 w) | Results u. a., Ergebnisse                       |
| 18 | 2014 | 7. Juni     | Skopje        | Mazedonien             | 84 (43 m, 41 w) | Results u. a., Ergebnisse                       |
| 19 | 2015 | 6. Juni     | Cagliari      | Italien                | 77 (41 m, 36 w) | Results u. a.                                   |
| 20 | 2016 | 5. Juni     | Mersin        | Türkei                 | 48 (25 m, 23 w) | Results u. a.                                   |
| 21 | 2017 | 10. Juni    | Minsk         | Belarus                | 73 (33 m, 40 w) | Results u. a., Ergebnisse                       |
| 22 | 2018 | 19. Mai     | London        | Vereinigtes Königreich |                 | Results u. a., Ergebnisse                       |
| 23 | 2019 | 6. Juli     | London        | Vereinigtes Königreich |                 | Results                                         |
| –  | 2020 | abgesagt f1 | London        | Vereinigtes Königreich | n. a.           | n. a.                                           |
| 24 | 2021 | 5. Juni     | Birmingham    | Vereinigtes Königreich |                 | Results: Männer, Frauen Meldeliste (pdf 296 kB) |
| 25 | 2022 |             |               |                        |                 |                                                 |